# 夕張フォレストユースホステル
夕張フォレストユースホステル（ゆうばりフォレストユースホステル）は、日本ユースホステル協会に加盟していた、北海道夕張市のユースホステル。
夕張郊外の農村地帯に位置し、17haの敷地はヒバの林に囲まれている。敷地内で取れた低農薬野菜が食事に出される。施設は1999年築の木造。2024年3月限りでユースホステルの契約を終了し、4月から「夕張フォレストファームBandB」として営業している。

## 設備
- グループで一室利用可
- 余裕があればグループで一室利用可
- 駐車場あり
- 駐輪場あり
- 洗濯機あり
- 乾燥機あり
- 荷物預かりあり
- 周辺にスキー場あり
- 周辺に温泉あり

## 休館
- 4月1日 - 20日

## アクセス
- 札幌大通り夕鉄バスターミナルからバスで沼ノ沢駅前
- 新夕張駅から車で15分
- 沼ノ沢駅から徒歩20分